# Otto Ier de Poméranie
Pour les articles homonymes, voir Othon Ier.
Otto Ier de Poméranie ou Othon Ier de Poméranie (Otto I en polonais ainsi qu'en allemand) est né vers 1280 et est décédé le 31 décembre 1344. Il est co-duc de Poméranie occidentale avant de devenir le duc de Szczecin en 1295.
Otto est le fils de Barnim Ier le Bon et de sa troisième épouse Mathilde de Brandenbourg-Salzwedel. Il est le frère cadet de Bogusław IV de Poméranie et de Barnim II de Poméranie. 
À la mort de Barnim Ier en 1278, Bogusław devient le protecteur de ses demi-frères. Lorsque Barnim II décède en 1295, Bogusław et Otto se partagent la Poméranie occidentale : Wolgast pour Bogusław, Szczecin pour Otto. Otto s’oppose à la politique étrangère de Bogusław IV qui s’est allié avec la Pologne pour se libérer de la suzeraineté du Brandebourg. Otto reste un vassal loyal. Lorsque Warcisław IV de Poméranie succède à son père, il se réconcilie avec Otto et se rapproche aussi du Brandebourg. En décembre 1310, Otto et Warcisław soutiennent le margrave du Brandebourg qui veut récupérer par la force la ville de Rostock occupée par les Danois d’Éric VI.
La mort de Valdemar de Brandebourg le 14 août 1319 offre la possibilité à Warcislaw et à Otto d’agrandir leur territoire. En effet, Henri II de Brandebourg est encore mineur et Warcislaw se fait nommer tuteur de l’héritier. Cependant, un conflit éclate entre l’Uckermark et le Mecklembourg, contre lequel le jeune margrave entre en guerre. Il meurt en juillet 1320 et la Marche se retrouve sans souverain. Warcislaw et Otto revendique une grande partie de l’Uckermark et obtiennent le soutien de Christophe II de Danemark et de l’évêque de Kamień Pomorski. En 1323, la Poméranie annexe une grande partie de la Marche alors que le nouveau jeune margrave Louis Ier de Brandebourg veut récupérer les territoires perdus. Dans le but de garder leur position dans le Neumark, les ducs de Poméranie s’allie au roi Ladislas Ier de Pologne le 18 juin 1325 à Nakło nad Notecią. Ils se partagent le Neumark. Mais dès l’année suivante, les ducs poméraniens se réconcilient avec Louis Ier de Brandebourg.

## Union et descendance
Le 1er avril 1296 à Travemünde (Lübeck), Otto épouse Élizabeth de Holstein. Ils ont deux enfants
- Barnim III le Grand (°~ 1300 † 1368)
- Mechthild († 1331) ∞ Jean III de Mecklembourg-Werle